# 成瀬昌彦
成瀬 昌彦（なるせ まさひこ、1924年9月30日 - 1997年11月）は、日本の俳優、演出家。本名同じ。織田プロに所属していた。
東京市（現：東京都文京区）出身。日本大学専門部芸術科（現：日本大学藝術学部）卒業。
劇団青年座初代座長。映画やテレビドラマにも数多く出演し、個性的な存在感を見せた。

## 来歴
1940年代から俳優座系の移動演劇団「芙蓉隊」に参加し、戦後も劇団俳優座に加わるが、創作演劇の上演を目指すべく1954年に脱退。森塚敏、山岡久乃、東恵美子、初井言榮ら有志と創作劇団「青年座」を立ち上げ、初代の座長として同劇団の礎を築く。彼らが育んだ青年座は後に大勢の人材を輩出し、今や日本を代表する大劇団となっている。
映画やテレビでは主に知性派の悪役俳優として、社会派作品からアクションドラマ、さらには日活ロマンポルノまでさまざまなジャンルで活躍。時代劇でも悪徳商人、悪徳医師、悪学者などインテリ系のワルに持ち味を発揮する一方、悪代官やヤクザの親分など黒幕的な役もこなした。
また、特撮分野では、『ウルトラセブン』第29話（1968年）におけるプロテ星人の人間体である大学教授役、同作第43話での地球と酷似した惑星で人間を奴隷として支配するロボット長官役、そして『帰ってきたウルトラマン』第37話（1971年）での、主人公の恋人とその兄の殺害を指示するナックル星人の人間体役などを演じている。
冷徹な悪役のイメージが強いが、その演技力は幅広く、『素浪人 花山大吉』第49話（1969年）のコミカルな凄腕浪人、『天を斬る』第19話（1970年）での悲運な倒幕思想家、『走れ!ケー100』第21話（1973年）における子供達の優しい父親、『野性の証明』第9話（1979年）における公正な警察署長など、悪役に限らず多彩な役柄を演じた。
1997年11月死去。73歳没。

## 出演作品

### 映画
- 肉体の門（1948年、東宝） - 会社員
- 思春の泉（1953年、新東宝） - 佐五治
- ここに泉あり（1955年、松竹） - 竹村
- 由起子（1955年、松竹） - 刑事
- ビルマの竪琴（1956年、日活） - 兵隊
- 感傷夫人（1956年、日活） - 深沢一郎
- 純愛物語（1957年、東映） - 裕福そうな夫
- 非常線（1958年、東映） - 江口順
- 奴の拳銃は地獄だぜ（1958年、東映） - 生田清五郎
- 今は名もない男だが（1958年、東映） - 古川
- 点と線（1958年、東映） - 佐山憲一
- 多羅尾伴内 十三の魔王（1958年、東映） - 植松庄平
- 月光仮面（東映）
  - 月光仮面 幽霊党の逆襲（1959年） - 藤田助手
  - 月光仮面 悪魔の最後（1959年） - 北川
- 警視庁物語（東映）
  - 警視庁物語 遺留品なし（1959年） - 小柳
  - 警視庁物語 顔のない女（1959年） - パリス化粧品のセールスマン
  - 警視庁物語 聞き込み（1960年） - 寺本
- 遊星王子（1959年、東映） - 芝崎
- 特ダネ三十時間（1959年 - 1961年、東映） ※シリーズ出演
- リスとアメリカ人 廃虚の銃声（1959年、東映） - 羽田空港検疫所所長
- 遥かなる母の顔（1960年、東映） - 鹿地
- 風流深川唄（1960年、東映）
- 海底の挑戦者（1960年、第二東映） - 奥田鉄二
- 人間の條件 完結篇（1961年、松竹） - 朝鮮人
- 火線地帯（1961年、新東宝） - 中本（重宗組幹部）
- スパイ・ゾルゲ/真珠湾前夜（1961年、松竹） - 桜井男爵
- ギャング対ギャング（1962年、東映） - 男谷
- 武士道残酷物語（1963年、東映） - 田沼意知
- 青島要塞爆撃命令（1963年、東宝） - 趙英俊[3]
- 海軍（1963年、東映） - 鶴原
- 大殺陣（1964年、東映） - 岡部源十郎
- 悦楽（1965年、松竹） - 匠子（演：加賀まりこ）の父
- とべない沈黙（1966年、ATG） - 運転手
- 夜の罠（1967年、大映） - 松谷敏郎
- 砂糖菓子が壊れるとき（1967年、大映） - 石黒監督
- 黒部の太陽（1968年、日活） - 熊田工務部長
- 九尾の狐と飛丸（1968年、大映） - 佐平治 ※声の出演
- ボルネオ大将 赤道に賭ける（1969年、東宝） - 浅井課長
- 日本の悪霊（1970年、ATG） - 伊三次膳内
- 任侠興亡史 組長と代貸（1970年、東映） - 岩本（麻薬密売人）
- 湯けむり110番 いるかの大将（1972年、東宝） - 阿野
- 忍ぶ糸（1973年、東宝） - 滝本七郎
- 朝やけの詩（1973年、東宝） - 政春
- 動脈列島（1975年、東宝） - 新聞記者
- 日蓮（1979年、松竹） - 南勝房俊範
- 百恵の唇 愛獣（1980年、にっかつ） - 南原
- 未亡人の寝室（1981年、にっかつ） - 新庄
- 悪魔の部屋（1982年、にっかつ） - 松原
- お嬢さんの股ぐら（1983年、にっかつ） - 老人

### テレビドラマ
- 松本清張シリーズ・黒い断層 第27回 - 第29回「失踪」（1961年、TBS）
- お気に召すまま 第3話「天才の秘密」（1962年、NET）
- 松本清張シリーズ・黒の組曲（NHK）
  - 第37話「噂始末」（1962年） - 平井武兵衛
  - 第47話「走路」（1963年）
- 三匹の侍（CX）
  - 第1シリーズ 第4話「一殺多生」（1963年）
  - 第2シリーズ 第11話「濁流青雲」（1964年）
  - 第4シリーズ 第19話「木枯の女」（1967年） - 木芹大膳
- 風雪（NHK）
  - 海運豪商録（1964年） - 川村久直
  - 道は六百八十里（1965年） - 李翁法
  - 新しい女（1965年） - 生田長江
- 特別機動捜査隊（NET / 東映）
  - 第151話「白昼の死角」（1964年） - 金子信二（歯科医）
  - 第209話「狂った旋律」（1965年）
  - 第317話「秘められた怒り」（1967年） - 寺沢
- 甲州遊侠伝 俺はども安 第15話「無頼の掟」（1965年、CX / 国際放映）
- 東京警備指令 ザ・ガードマン 第12話「夜は二つの顔」（1965年、TBS / 大映テレビ室）
- 素浪人 月影兵庫（NET / 東映）
  - 第1シリーズ 第2話「風は知っていた」（1965年） - 石堂小弥太
  - 第2シリーズ 第4話「夢に子供が歌っていた」（1967年）
- 新撰組血風録 第26話「燃える命」（1966年、NET / 東映） - 榎本武揚
- おはなはん（1966年 - 1967年、NHK）
- 青春とはなんだ 第35話「夏山讃歌」（1966年、NTV / 東宝） - 地質調査技師
- 松本清張シリーズ 「万葉翡翠」（1966年、KTV）
- 銭形平次（CX / 東映）
  - 第29話「呪いの藁人形」（1966年） - 秋山孫兵ヱ
  - 第545話「屋形船の殺人」（1976年） - 惣兵ヱ
  - 第605話「勤続三十年」（1978年） - 板倉屋
- 俺は用心棒 第3話「昏い渦巻」（1967年、NET / 東映） - 前田十郎（浪人）
- 剣 第16話「居合必殺」（1967年、NTV / C.A.L） - 中井織部
- キャプテンウルトラ 第19話「神話怪獣ウルゴンあらわる!!」（1967年、TBS / 東映） - ゼノン
- ローンウルフ 一匹狼 第6話「夜のバラは危険」（1967年、NTV / 東映）
- ウルトラシリーズ（TBS / 円谷プロ）
  - ウルトラセブン（1968年）
    - 第29話「ひとりぼっちの地球人」 - 仁羽（京南大学教授）（プロテ星人）
    - 第43話「第四惑星の悪夢」 - ロボット長官

  - 帰ってきたウルトラマン
    - 第37話「ウルトラマン夕陽に死す」
    - 第38話「ウルトラの星光る時」（1971年） - 宇宙電波研究所所長（ナックル星人）
- 戦え! マイティジャック 第10話「消えた王女の謎を解け!」（1968年、CX / 円谷プロ） - 侍従長ブラム
- 大奥 第25話「竹姫哀話」・第26話「将軍の忘れがたみ」（1968年、KTV / 東映）
- 帰って来た用心棒 第25話「月下の顔」（1969年、NET / 東映） - 山倉屋
- 妖術武芸帳 第2話「怪異みず地獄」（1969年、TBS / 東映） - 洪乱道士
- 孤独のメス（1969年、TBS / 国際放映） - 田村（内科部長）
- 素浪人 花山大吉（1969年、NET / 東映）
  - 第31話「狂ったやつほど強かった」 - 塚田幻舟
  - 第49話「オケラが三匹揃っていた」 - 星山彦九郎右衛門四郎五郎兵助忠勝
- 水戸黄門（TBS / C.A.L）
  - 第1部 第7話「雨あがる -大井川-」（1969年） - 井沢新二郎
  - 第3部 第14話「激流の死闘 -伊勢亀山-」(1972年) - 惣右衛門
  - 第4部 第14話「落ちて来たおしら様 -弘前-」（1973年） - 与左ヱ門
- 天を斬る 第19話「幽鬼」（1970年、NET / 東映） - 関口啓次郎
- キイハンター 第118話「踊れ墓場で幽霊ワルツ」（1970年、TBS / 東映） ※欠番作品
- 遠山の金さん捕物帳（NET / 東映）
  - 第43話「駆け落ちした女」（1971年） - 冠木文之進
  - 第54話「握られた女」（1971年） - 松井一角
  - 第73話「かどわかした男」（1971年） - 秋月正之進
  - 最終話「お光に正体を明かした男」（1973年） - 命助
- 軍兵衛目安箱 第9話「消えた侍」（1971年、NET / 東映） - 神谷転
- 大岡越前（TBS / C.A.L）
  - 第2部 第17話「天狗退治」（1971年） - 助左ヱ門
  - 第3部 第14話「忠相旅日記」（1972年） - 岩田五兵衛 ※クレジット表記は「五兵ヱ」
- 世なおし奉行 第12話「八州代官殺し」（1972年、NET / 東映） - 国定忠治
- 大江戸捜査網（12ch / 三船プロ）
  - 第91話「不知火小僧は女でござる」（1972年） - 越後屋
  - 第168話「大江戸市街戦」（1974年） - 佐助
  - 第266話「夫婦花・無情の十手」（1976年） - 大和屋喜助
  - 第313話「大暴れ魚河岸の伊達男」（1977年） - 富春屋甚右衛門
  - 第332話「無法を裁く怒りの群衆」（1978年） - 立花監物
  - 第362話「遊女が秘めた謎の暗殺」（1978年） - 西國屋
  - 第430話「刺青芸者 皆殺しの謎」（1980年） - 戸田壱岐守
- 太陽にほえろ!（1973年、NTV / 東宝）
  - 第26話「みんな死んでしまった」 - 古屋船長
  - 第74話「ひとりぼっちの演奏会」 - 須田一郎（ジャズミュージシャン）
- 走れ! ケー100 第21話「チャグチャグ機関車でお嫁入り」（1973年、TBS / C.A.L） - タエとジロウの父
- いただき勘兵衛 旅を行く 第15話「捕らぬ狸の夢だとさ」（1974年、NET / 東映） - 堀田源内
- 大盗賊 第10話「涙で掟を守れ!」（1974年、CX / 国際放映）
- 右門捕物帖 第36話「兄弟」（1974年、NET / 東映） - 和泉屋源兵衛
- 暗闇仕留人 第18話「世のためにて候」（1974年、ABC / 松竹） - 和泉屋僭兵衛
- 斬り抜ける 第18話「死地突入」（1975年、ABC / 松竹） - 矢来の竹熊
- 座頭市物語（1975年、CX / 勝プロ）
  - 第14話「赤ン坊喧嘩旅」 - 賭場の元締
  - 第21話「湖に咲いたこぼれ花」 - 伍兵衛
- 長崎犯科帳 第7話「闇奉行はよか男」（1975年、NTV / ユニオン映画） - 田島数右衛門
- ザ★ゴリラ7 第9話「必殺! 青きドラゴン」（1975年、NET / 東映）
- 破れ傘刀舟 悪人狩り 第36話「町人武士道」（1975年、NET / 三船プロ） - 霜屋千次郎
- はぐれ刑事 第6話「姉弟」（1975年、NTV / 国際放映） - 藤原
- 十手無用 九丁堀事件帖 第5話「この道ご用心」（1975年、NTV / 東映） - 本多弾正
- 鬼平犯科帳 第1話「用心棒」（1975年、NET / 東宝） - 佐野倉勘兵衛（味噌問屋）
- 痛快! 河内山宗俊 第24話「手玉にとられた鬼三匹」（1976年、CX / 勝プロ） - 桑島十兵衛
- 子連れ狼 第3部 第4話「絹の雲」（1976年、NTV / ユニオン映画） - 黒鍬の平
- 前略おふくろ様 第2シリーズ 第15話（1977年、NTV / 渡辺企画） - 白井文造（テレビ局プロデューサー）
- 華麗なる刑事 第11話「たった一人の斗い」（1977年、CX / 東宝） - 栗林健三（金星興業社長）
- 新選組始末記（1977年、MBS） - 鵜殿甚左衛門
- 海は甦える（1977年、TBS） - 児玉源太郎
- 青春の門 自立篇（1977年 - 1978年、MBS / 松竹芸能）
- 土曜ワイド劇場（ANB）
  - 最後の賭け（1977年、大映）
  - 幽霊列車 (1978年）- 田口良介（大湯谷駅長）
  - 迷探偵コンビ危機一髪! 善人村の幽霊まつり（1979年）
- 桃太郎侍（1978年、NTV / 東映）
  - 第72話「絵筆に賭けた命」 - 芳亭梅園
  - 第113話「つばめに届いた紙風船」 - 米倉隠岐守（勘定奉行）
- 江戸の鷹 御用部屋犯科帖 第9話「女地獄! 魔の尼寺」（1978年、ANB / 三船プロ） - 音羽の太郎兵衛（町名主）
- 江戸の渦潮 第2話「爽やかなり! 五月晴れ」（1978年、CX / 東宝） - 高城良斎（医師）
- 白い巨塔 第5話（1978年、CX） - 草刈（京神電鉄病院事務局長）
- 若さま侍捕物帳 第15話「参上!! 吸血鬼」（1978年、ANB / 国際放映） - 浦上
- 必殺からくり人・富嶽百景殺し旅 第9話「深川万年橋下」（1978年、ABC / 松竹） - 徳兵ヱ（町名主）
- 野性の証明（1979年、MBS / 東映） - 間庭署長
- 大空港 第62話「刑事は殺シで勝負する!? 名刑事と珍刑事の敵地侵入!」（1979年、CX / 松竹） - 長坂
- ザ・ハングマン 燃える事件簿 第2話「その命五千万」（1980年、ABC / 松竹芸能） - 本間（丸菱商事常務）
- 柳生あばれ旅 第14話「忍者が泣いた港町 -吉田-」（1981年、ANB / 東映） - 佐兵衛
- 旅がらす事件帖 第24話「親子しぐれ油地獄」（1981年、KTV / 国際放映） - 根岸帯刀
- 同心暁蘭之介 第18話「母子鳥いつの日」（1982年、CX / 杉友プロ）
- おれたち夏希と甲子園（1982年、NHK） - 岡村（演：林家こぶ平）の父
- 新五捕物帳 第191話「目覚めた操り人形」（1982年、NTV / ユニオン映画）